# Osterfeld
Osterfeld település Németországban, azon belül Szász-Anhalt tartományban. Lakosainak száma 2399 fő (2023. december 31.). Osterfeld Walpernhain, Mertendorf, Stößen, Meineweh, Droyßig, Heideland és Schkölen községekkel határos.

## Népesség
A település népességének változása:
| Lakosok száma | 2608 | 2473 | 2427 | 2407 | 2412 | 2399 |
|               | 2014 | 2017 | 2019 | 2021 | 2022 | 2023 |